# بيئات التعلم الإلكتروني
تتنوع بيئة التعيلم الإلكتروني لتتناسب مع نوعية المتعلمين وتنوع المقررات والأهداف، يتوجب تحديد مكونات واهداف هذه المنصات وفق المرجوء منها من أهداف وتطلعات وأن تضاف لها استراتيجيات وبرامج تُناسب المحتوى العلمي وطبيعة المتعلمين.

## مفهوم بيئة التعلم الالكترونية
هي بيئة تعلم افتراضية عن بعد تقوم بتوفير مجموعة من الأدوات لدعم العملية التعلمية كالتقييم، والاتصالات، وتحميل المحتوى، وتسليم أعمال الطلاب، وتقييم الأقران، وإدارة المجموعات الطلابية، وجمع وتنظيم درجات الطلاب، والقيام بالاستبيانات وأدوات تتبع ومراقبة، وما إلى ذلك.
ومن أمثلتها الويكي والمدونات ونظام موودل وبلاك بورد وغيرها.

## بيئة التعلم الالكترونية الشخصية
كانت أول إشارة لمصطلح بيئات التعلم الشخصية عام 2001 في ورقة بحثية قام بعرضها أولفر وليبر في مؤتمر متخصص  ويعرفها ويلسون (2006) Wilson " هي بيئة تعلم إلكتروني تعمل على دمج مجموعة من الخدمات والتطبيقات وتوزيعها بالشكل الذي يناسب المتعلم، وهذا يتم في إطار الأسس والمتطلبات التي يجب مراعاتها عند تصميم بيئة التعلم الشخصية، ، ويرى محمد الشطي (2007) بأنها "هي الاستخدام الحر لمجموعة من الخدمات والأدوات والتقنيات والبرمجيات الاجتماعية من قبل المتعلم والتي تمكنه من إدارة عملية تعليمه وبناء معارفه في سياق اجتماعي من خلال تقديم وسائل للتواصل مع المساحات الشخصية الأخرى لتبادل المعارف الفعالة" 
وتجمع رنا حمدي (2011)  بين مجموعة من التعريفات فتقول: «بأنها عبارة عن مجموعة من خدمات الإنترنت بمختلف سياقها لخدمة جانب تعليمي أو أكثر، وعلى المتعلم أن يخطط ويبني ويخصص المحتوى الموجود حسب احتياجاته المعرفية والتي تختلف من متعلم لآخر» بيئة التعلم عن بعد تستخدم في التعليم اما بشكل فردي أو جماعي.

## التعليم عن بعد خلال جائحة فايروس كورونا المستجد
ساهمت بيئة التعليم عن بعد في جائحة فايروس كورونا المستجد (كوفيد-19) ومن خلال جهود حكومة المملكة العربية السعودية للتصدي لهذا الوباء العالمي عبر إغلاق المدارس والجامعات لسلامة الطلاب والمعلمين من انتشار الفايروس، اطلقت وزارة التعليم عدة قنوات تعليمية للتعليم العام والجامعي لضمان استمرارية عملية التعليم بكل سلاسة ويسر، اذ استخدم للتعليم العام جداول دراسية وتبث للمشاهدة عن طريق التلفاز بواسطة قنوات عين مما يتيح للطلاب الاستفادة من الدروس عبر البث المباشر وللتعليم الجامعي باستخدام عدة تقنيات منها البلاك بورد لضمان استمرار العملية التعليمية لمختلف الفئات التعليمية في المملكة العربية السعودية خلال هذه الجائحة بكل يسر وسهولة.

## ارقام واحصائيات للتعليم عن بعد في السعوديةخلالجائحة فايروس كورونا المستجد(كوفيد-19)
- عدد المحاضرات الاسبوعية لجميع مقررات الجامعات على المنصة التعليمية (Blackboard) بلغ 1421715 أكثر من مليون واربعمئة الف محاضرة.
- أكثر من 100 الف فصل دراسي افتراضي.
- بلغ عدد الحضور للطلاب والطالبات الجامعيين للمحاضرات عن بعد 453193 قرابة النصف مليون طالب.
- عدد المحاضرات المتاحة من أعضاء هيئة التدريس بلغ 2765 محاضرة.
- اجمالي وقت التسجيل للمحاضرات وصل إلى 6324727 حوالي الستة مليون وأكثر.
- عدد مرات تسجيل دخول الطلبة والاساتذة 645019 مرة.
- عدد المناقشات المنعقدة خلال منصة التعليم عن بعد وصل إلى 7822790 قرابة الثمانية مليون مناقشة تعليمية.
- عدد المستخدمين النشطيين من طلبة جامعيين واساتذة واعضاء هيئة تدريس 993565 حوالي المليون مستخدم نشط.
- عدد مرات التصفح للمحتوى الإلكتروني من الطلبة بلغ حوالي 5058171 مرة.
- عدد التقييمات الإلكترونية لإعضاء هيئة التدريس المنعقدة على المنصة التعليمية 239843 تقييم.

## استخدامات المتعلمين لبيئة التعلم الإلكتروني الشخصية
1. ازدياد الحاجة إلى التعلم مدى الحياة نتيجة للتطور التكنولوجي والاجتماعي.
2. زيادة الوصول إلى المعلومات والأشخاص فتزايد حجم المعلومات التي نستطيع الوصول إليها.
3. وخلق المزيد من فرص العمل، والرغبة في التواصل مع الأشخاص الآخرين من أجل العمل والتعلم.
4. التغيرات التي طرأت على الطرق التربوية للتعلم والتي ركزت على أن تكون أنظمة التعلم الإلكتروني تحت سيطرة المتعلم.
5. يخدم الأشخاص الذين يستخدمون وسائل أخرى للتعلم مثل الهواتف النقالة وغيرها من الأجهزة المتنقلة.[5]

## الفرق بين نظم إدارة التعلم الإلكترونية وبيئات التعلم الشخصية
تتعدد الفروق بين بيئات التعلم الشخصية ونظم إدارة التعلم حسب تمركزها وخصائصها وخدماتها من هذه الفروق أن:
1. محتويات وخدمات أنظمة إدارة التعلم الإلكتروني في الغالب متوفرة للأشخاص المسجلين في الخدمة. والمحتوى التعليمي الموجود فيها عادة ما يقوم بإعدادها أشخاص متخصصين مثل المصمم الرسومي والمصمم التعليمي والمبرمج وغيرهم.
2. كما أن نظم إدارة التعلم محدودة في خدماتها وأدواتها وهذه الأنظمة غير قادرة على مواكبة التغييرات في التقنيات الحاصلة في الويب بالسرعة التي تستطيع بيئات التعلم الشخصية اللحاق بها، مما يعني وجوب وجود بدائل تقدم خدمات مثيلة بالسرعة المطلوبة.
3. ضاف إلى ذلك أن بيئات التعلم الشخصية تتصف بأنها متمركزة حول المتعلم عكس أنظمة إدارة التعلم الإلكترونية التي تتمركز حول المنهج الدراسي
4. مفهوم التعلم المستمر أو ما يطلق عليه أحيانا التعلم مدى الحياة سيتحقق في بيئات التعلم الشخصية وبذلك يمكن شخصنة (Personalization) التعليم لتلبية الاحتياجات الشخصية للمتعلم.
5. غير أن أنظمة إدارة التعلم تتميز بأنها قادرة على رصد ومتابعة سجلات الطلبة بينما لم نجد في تعريف بيئات التعلم الشخصية أي إشارة لوجود مثل هذه الخاصية، يعني ذلك أن بيئات التعلم الشخصية تهتم فقط بالجانب المعرفي وتتجاهل الجانب الإداري من التعليم.[6]